# Daniel Robbins (personaggio)
Il colonnello Daniel Robbins è un personaggio della serie televisiva Grey's Anatomy, interpretato da Denis Arndt. È il padre della dottoressa Arizona Robbins ed è un ex colonnello dei Marines.

## Settima stagione
Appare per la prima volta durante una cena, dove lui e sua moglie Barbara conoscono, i loro futuri "consuoceri", Carlos Torres e Lucia Torres. Il Colonnello al contrario di Lucia, la madre di Callie, approva la relazione tra le due, ma non sopporta un gran che Mark Sloan, inoltre organizza tutto il programma del matrimonio nei minimi dettagli, però la figlia le fa notare che non c'è un minuto di silenzio per suo fratello, Tim.